# Barbara und Jürgen Esser
Barbara Esser (* 7. August 1951 in Köln; † 29. November 2016) und Jürgen Esser (* 13. Oktober 1950) waren ein deutsches Regisseurspaar.

## Werdegang
Barbara und Jürgen Esser waren von 1979 bis 1985 Regieassistenten bei Hansgünther Heyme am Württembergischen Staatsschauspiel. Hier folgten auch erste eigene Inszenierungen, Die Geschichte vom Soldaten, Des Teufels General, Die Physiker, Der Kontrabaß. Im Jahr 1985 fungierten sie  als Co-Regisseure an der Seite Heymes bei der Inszenierung von In der Sache J. Robert Oppenheimer. Als Heyme 1985 Intendant des Grillo-Theaters in Essen wurde, wechselten sie mit ihm. Auch hier entstanden eigene Inszenierungen. 
Von 1986 bis zu Barbara Essers Tod arbeiteten sie als freies Regisseurspaar an zahlreichen Spielstätten. Von 1993 bis 2001 fungierten sie gemeinsam als Schauspieldirektoren am Stadttheater Gießen. Von 1998 bis 2025 unterrichteten sie außerdem an der Hochschule für Musik und Darstellende Kunst Frankfurt am Main das Fach Schauspiel in der Gesangsabteilung. Jürgen Esser hatte von 2013 bis 2015 für diesen Studiengang eine Vertretungsprofessur und leitete für diesen Zeitraum die Gesangsabteilung als Ausbildungsdirektor. Barbara Esser starb 2016, kurz nachdem sie in Rente gegangen war. Jürgen Esser heiratete die Dramaturgin Stefanie Witzlsperger. Sie leben in Neustrelitz.